# Addyston
Addyston est un village du comté de Hamilton, dans l’État de l’Ohio. Lors du recensement de 2010, sa population s’élevait à 938 habitants. Sa superficie totale est de 2,36 km2.

## Source
- (en) Cet article est partiellement ou en totalité issu de l’article de Wikipédia en anglais intitulé « Addyston, Ohio » (voir la liste des auteurs).